# Mörk tömygga
Mörk tömygga, Aedes pullatus är en tvåvingeart som först beskrevs av Daniel William Coquillett 1904.  Aedes pullatus ingår i släktet Aedes och familjen stickmyggor. Arten är reproducerande i Sverige. Inga underarter finns listade i Catalogue of Life.